# 1970 au Québec
Cet article traite des événements survenus en 1970 au Québec. 

## Événements

### Janvier
- 16 et 17 janvier : le congrès à la chefferie du Parti libéral se déroule au Colisée de Québec. Robert Bourassa recueille 843 votes, Claude Wagner 455 et Pierre Laporte 213. Claude Wagner refuse de se rallier au vainqueur[1].
- 21 janvier : Pierre Bourgault annonce sa candidature péquiste dans le comté de Mercier où il fera la lutte à Robert Bourassa[2].

### Février
- 6 février : lancement officiel de Loto-Québec à l'occasion du Carnaval de Québec[3].
- 9 février : Lucien Saulnier devient le premier président de la Communauté urbaine de Montréal[4].
- 16 février : Geneviève Bujold est mise en nomination pour l'Oscar de la meilleure actrice dans le film Anne des mille jours où elle interprète le rôle d'Anne Boleyn[5].
- 20 février : Charles Gagnon est libéré sous caution au bout de trois ans et cinq mois de prison[6].
- 24 février : ouverture de la cinquième session de la 28e législature[7].
- 26 février : Jacques Lanctôt et Pierre Marcil sont arrêtés. La police affirme qu'ils montaient un complot pour l'enlèvement de Moshe Golan, consul d'Israël. Ils sont libérés sous caution[8].

### Mars
- 4 mars : le budget en 1970-1971 est estimé  près de 4 milliards de dollars[9].
- 12 mars : Jean-Jacques Bertrand annonce des élections générales pour le 29 avril[10].
- 22 mars : Camil Samson est choisi chef du Ralliement créditiste malgré l'appui de Réal Caouette à Yvon Dupuis[11].

### Avril
- 3 avril : Robert Bourassa promet 100 000 emplois avant la fin de son premier mandat[12].
- 27 avril : les médias annoncent que 9 camions de la Brink's remplis de valeurs mobilières et gardés par 30 policiers armés ont quitté le siège social de la Trust Royal pour Toronto. C'est le coup de la Brink's[13].
- 29 avril : le PLQ remporte l'élection avec 45 % des votes et 71 des 108 comtés. Le PQ, avec 23 % du vote, n'obtient que 7 comtés. René Lévesque ne réussit pas à se faire réélire de sa circonscription de Laurier où il est battu par le libéral André Marchand. L'Union nationale subit la débandade: 17 % du vote, mais les 17 comtés lui donnent l'opposition officielle. Le Ralliement créditiste, avec 11 % des votes, obtient 11 comtés. Le chef des libéraux Robert Bourassa devient le plus jeune premier ministre de l'histoire du Québec à l'âge de 36 ans[14].

### Mai
- 5 mai : René Lévesque annonce qu'il conserve la présidence du PQ. Il confie à Camille Laurin le rôle de chef du parti en Chambre et à Robert Burns celui de leader[15].
- 9 mai : Télé-Métropole télédiffuse en direct le mariage de la chanteuse Chantal Pary et d'André Sylvain, lors de l'émission Jeunesse animée par Pierre Lalonde[16].
- 12 mai : 
  - Montréal est retenue comme site des Jeux olympiques de 1976[17].
  - le gouvernement Bourassa est assermenté: Robert Bourassa conserve le poste de ministre des Finances. Ses principaux ministres sont Pierre Laporte (Travail et Immigration), Claude Castonguay (Santé et Famille et Bien-être), Jérôme Choquette (Justice et Institutions financières), Gérard D. Lévesque (Affaires intergouvernementales) et Guy Saint-Pierre (Éducation)[7].
- 15 mai : Jean Drapeau promet des Jeux sans déficit[18].
- 21 mai : première du film Deux femmes en or, réalisé par Claude Fournier et mettant en vedette Monique Mercure et Louise Turcot[19].

### Juin
- 8 juin : première du téléroman Les Berger, diffusé par Télé-Métropole. Cette émission sera l'une des plus regardées au Québec durant les années 1970[20].
- 9 juin : ouverture de la première session de la 29e législature. L'instauration complète d'une assurance-maladie est annoncée, de même qu'une loi de protection du consommateur[7].
- 18 juin : dans son discours du budget, Bourassa annonce des dépenses de 3,677 milliards de dollars et des revenus de 3,479 milliards de dollars pour 1970-1971[21].
- 24 juin : une bombe explose contre un mur du quartier général du ministère de la Défense à l'occasion de la Saint-Jean. Un fonctionnaire fédéral y perd la vie[22].
- 25 juin : Claude Castonguay dépose son projet de loi 8 sur l'assurance-maladie[23].

### Juillet
- 3 juillet : les médecins spécialistes se prononcent contre le projet de loi 8 et refusent de signer une entente avec le gouvernement[24].
- 16 juillet : la loi 21, permettant d'acquérir les terrains pour l'aménagement du parc Forillon, en Gaspésie est votée[25].
- 31 juillet au 2 août : Woodstock Pop Festival de Manseau[26].

### Août
- 28 août : Yvon Charbonneau est élu président de la CEQ[27].

### Septembre
- 8 septembre : première de la série humoristique Symphorien sur les ondes de Télé-Métropole. L'émission met en vedette Gilles Latulippe, Juliette Huot, Janine Sutto et Fernand Gignac[28].
- 9 septembre : 
  - Guy Saint-Pierre annonce la création du premier Cégep anglophone, le Cégep John-Abbott[29].
  - naissance officielle de la chaîne d'alimentation Provigo[30].
- 30 septembre : Raymond Garneau devient ministre des Finances[7].

### Octobre
- 5 octobre : le diplomate James Richard Cross est enlevé par des membres de la cellule Libération du FLQ. C'est le début de la crise d'octobre[31].
- 7 octobre : l'une des demandes du FLQ est acceptée, soit la diffusion de leur Manifeste à la radio et à la télévision[32].
- 8 octobre : les médecins spécialistes, toujours en désaccord avec la loi 8, votent pour la grève générale[33].
- 10 octobre : Jérôme Choquette refuse les autres exigences du FLQ. Une demi-heure après cette annonce, la cellule Chénier enlève Pierre Laporte en face de sa résidence[34].
- 11 octobre : le gouvernement Bourassa établit ses quartiers à l'Hôtel Queen Elizabeth de Montréal. Le premier ministre se dit prêt à négocier avec le FLQ[35].
- 13 octobre : interview Just watch me de Pierre Trudeau avec des journalistes anglophones[36].
- 14 octobre : une quinzaine de personnalités dont René Lévesque, Claude Ryan, Marcel Pepin, Louis Laberge, Yvon Charbonneau et Alfred Rouleau signent un manifeste appuyant de véritables négociations avec le FLQ. Le soir, des étudiants se réunissent à l'UQAM et appuient les revendications des militants du FLQ[37].
- 15 octobre : 
  - l'Assemblée nationale adopte une loi spéciale obligeant les médecins spécialistes à rentrer au travail[33].
  - 3000 personnes se réunissent au Centre Paul-Sauvé pour écouter Robert Lemieux (l'avocat des felquistes), Pierre Vallières, Charles Gagnon et Michel Chartrand[38].
- 16 octobre : invoquant un état d'"insurrection appréhendée", Ottawa décrète pendant la nuit la vieille loi des Mesures de Guerre, permettant d'effectuer des arrestations sans mandat. En même temps, l'armée canadienne occupe le Québec. Les 8000 hommes envoyés sont surtout concentrés dans la région de Montréal mais, à Québec, des militaires s'installent également sur la colline parlementaire. 450 arrestations sont effectuées. Parmi elles, se trouvent celles de Gérald Godin, Pauline Julien, Gaston Miron, Michel Chartrand, Robert Lemieux, Pierre Vallières et Charles Gagnon. À Ottawa, Jean Marchand déclare que le FLQ serait en possession de 2.000 livres de dynamite, ce qui lui suffirait, selon lui, à faire sauter le centre-ville de Montréal[39].
- 17 octobre : Pierre Laporte est assassiné par la cellule felquiste qui l'avait enlevé. Son corps est retrouvé près de la base militaire de Saint-Hubert dans la voiture qui avait servi à son enlèvement[40].
- 21 octobre : Robert Bourassa annonce que le nouveau pont de Québec portera le nom de pont Pierre-Laporte[41].
- 25 octobre : Jean Drapeau est réélu maire par une majorité écrasante de 92 %. Pendant la campagne électorale, il avait déclaré que le FRAP, le parti adverse, avait des affiliations avec le FLQ[42].
- 29 octobre : Jean Cournoyer, devenu libéral, remplace Pierre Laporte au ministère du Travail et de l'Immigration[43].

### Novembre
- 1er novembre : entrée en vigueur de l'assurance-maladie[44].
- 6 novembre : Bernard Lortie, soupçonné d'avoir participé à l'enlèvement de Pierre Laporte, est arrêté dans un logement de Montréal[45].
- 7 novembre : inauguration du pont Pierre-Laporte[46].
- 10 novembre : la session reprend son cours. Le projet de loi 45 sur la Protection du Consommateur est déposé[47].
- 11 novembre : les médecins spécialistes signent finalement une entente avec Québec[48].
- 15 novembre : inauguration de l'édifice Decelles de HEC Montréal[49].
- 24 novembre : dépôt du projet de loi 55 créant un Conseil du Trésor[50].

### Décembre
- 3 décembre : les ravisseurs de James Cross sont cernés dans une résidence de Montréal-Nord. Ils consentent à le libérer contre un sauf-conduit pour Cuba[51].
- 16 décembre : dépôt de la loi brisant le caractère immuable des 17 circonscriptions protégées par la Loi de 1867[52].
- 19 décembre : la session est prorogée[43].
- 28 décembre : Francis Simard, Paul et Jacques Rose, terrés depuis un mois dans un chalet à Saint-Luc, se rendent aux policiers. C'est la fin de la crise d'octobre[53].

## Naissances
- Chantale Jeannotte (femme politique)
- Christine Fréchette (analyste politique, administratrice et femme politique)
- Éric Girard (homme politique, 1970) (agriculteur et homme politique)
- Jennifer Maccarone (entrepreneure et femme politique)
- Martin Gravel (historien médiéviste)
- 13 janvier - Adrien Plavsic (joueur de hockey)
- 14 janvier - Éric Charron (joueur de hockey)
- 2 février - Michel Charette (acteur, dramaturge et metteur en scène)
- 22 février - Dominic Roussel (joueur de hockey)
- 23 février - Marie-Josée Croze (actrice)
- 1er mars - Claude Boivin (joueur de hockey)
- 14 mars - Véronique Hivon (femme politique)
- 17 mars - Patrick Lebeau (joueur de hockey)
- 27 mars - 
  - Derek Aucoin (joueur et analyste de baseball) († 26 décembre 2020)
  - François Jacques (ambulancier, thanatologue et homme politique)
- 29 mars - Krista Sutton (actrice)
- 10 avril - Enrico Ciccone (joueur de hockey, analyste sportif et homme politique)
- 13 avril - François Tremblay (homme politique)
- 14 avril - Martin Matte (acteur et humoriste)
- 17 avril - Catherine Sénart (actrice)
- 18 avril - François Leroux (joueur de hockey)
- 25 avril - Jean-François Beaupré (acteur et auteur-compositeur-interprète)
- 1er mai - Réginald Savage (joueur de hockey)
- 3 mai - Marie-Soleil Tougas (actrice) († 10 août 1997)
- 8 mai - Naomi Klein (journaliste et militante)
- 17 mai - Daniel Gauthier (joueur de hockey)
- 19 mai - Mario Dumont (homme politique et animateur de télévision)
- 1er juin - 
  - Jean-Martin Aussant (musicien et homme politique)
  - Réginald Savage (joueur de hockey) († 24 décembre 2023)
- 3 juin - Julie Masse (chanteuse)
- 5 juin - Martin Gélinas (joueur de hockey)
- 9 juin - Steven Guilbeault (écologiste)
- 17 juin - Stéphane Fiset (joueur de hockey)
- 23 juin - Martin Deschamps (chanteur)
- 8 juillet - Sylvain Gaudreault (homme politique)
- 27 juillet - Patrick Labbé (acteur)
- 28 juillet - Isabelle Brasseur (patineuse artistique)
- 1er septembre - Mitsou (chanteuse et animatrice)
- 7 septembre - Gino Odjick (joueur de hockey) († 15 janvier 2023)
- 24 novembre - Pénélope McQuade (animatrice de radio et de télévision)
- 17 décembre - Macha Limonchik (actrice)

## Décès
- 18 janvier - Fannie Tremblay (actrice et humoriste) (º 5 janvier 1885)
- 21 février - Louis-René Beaudoin (avocat et homme politique) (º 5 mai 1912)
- 2 mars - Marc-Aurèle Fortin (peintre) (º 14 mars 1888)
- 6 avril - Jean Narrache (Emile Coderre) (pharmacien et écrivain) (º 10 juin 1893)
- 26 juillet - Robert Taschereau (homme de loi) (º 10 septembre 1896)
- 2 août - Paul Bibeault (joueur de hockey) (º 12 avril 1919)
- 10 septembre - Oscar Aubuchon (joueur de hockey) (º 1er janvier 1917)
- 18 septembre - Jean-Marie Gauvreau (artiste) (º 21 juin 1903)
- 7 octobre - Alphonse-Marie Parent (prêtre et enseignant) (º 2 avril 1906)
- 17 octobre - Pierre Laporte (Ministre du Travail et Vice-Premier Ministre du Québec) (º 25 février 1921)
- 21 octobre - Eugène Lapierre (historien et organiste) (º 8 juin 1899)
- 23 octobre - Sherry Robertson (joueur de baseball) (º 1er janvier 1919)
- 7 novembre - Omer Barrière (commerçant et homme politique)  (º 1er avril 1891)
- 21 novembre - Édouard Lalonde (joueur de hockey) (º 31 octobre 1887)

## Sources et références
1. ↑  Louis La Rochelle. En flagrant délit de pouvoir. Boréal. 1982. p. 130
2. ↑  Guy Deshaies. Bourgault fera la lutte à Bourassa dans Mercier. Le Devoir. 22 janvier 1970. p. 1, 2
3. ↑  « Loto-Québec est lancée », Le Devoir,‎ 7 février 1970, p. 1
4. ↑  Jean-Claude Leclerc. M. Saulnier élu président de la Communauté urbaine. Le Devoir. 10 février 1970. p. 1, 2
5. ↑  Bilan du siècle
6. ↑  Louis Fournier. FLQ. Québec Amérique. Montréal. 1982. p. 247
7. 1 2 3 4  « Chronologie parlementaire 1969-1970 » (consulté le 1er mai 1970)
8. ↑  Louis Fournier. FLQ. Québec Amérique. Montréal. 1982. p. 249
9. ↑  Gilles Lesage, « Les prévisions de dépenses du Québec: Un taux d'accroissement de 10 % », Le Devoir,‎ 5 mars 1970, p. 1
10. ↑  Les élections générales au Québec depuis 1867
11. ↑  En flagrant délit de pouvoir, p. 133
12. ↑  Jean-Claude Leclerc. Bourassa propose: 100,000 emplois pour 1971 au Québec. Le Devoir. 4 avril 1970. p. 1, 2
13. ↑  Louis Fournier. FLQ. Québec-Amérique. 1982. p. 255
14. ↑  Voir l'article Élection générale québécoise de 1970
15. ↑  Pierre Godin. René Lévesque- Héros malgré lui tome 2. Boréal. Montréal. 1997. p. 473
16. ↑  Bilan du Siècle
17. ↑  En flagrant délit de pouvoir, p. 142
18. ↑  Pierre-L. O'Neill. M. Drapeau accueilli triomphalement à Dorval. Jeux olympiques sans déficit. Le Devoir. 16 mai 1970. p. 1, 2
19. ↑  Bilan du Siècle
20. ↑  Bilan du Siècle
21. ↑  Gilles Lesage, « Le budget: austérité et consolidation », Le Devoir,‎ 19 juin 1970, p. 1
22. ↑  Louis Fournier. FLQ. Québec Amérique. Montréal. 1982. p. 272
23. ↑  Claude Saint-Laurent. Le nouveau projet d'assurance-maladie représente un gain pour les professionnels de la santé -- Cloutier. Le Devoir. 26 juin 1970. p. 1, 2
24. ↑  Bilan du siècle
25. ↑  Pierre-L. O'Neill. Le Parc Forillon. Le PQ et l'UN votent contre l'adoption du projet de loi. Le Devoir. 17 juillet 1970. p. 1, 2
26. ↑  Jacques Crochetière. Le Woodstock-Pop Festival de Manseau 1970. Les Éditions GID. 2020.
27. ↑  Bilan du Siècle
28. ↑  Bilan du Siècle
29. ↑  En flagrant délit de pouvoir, p. 145
30. ↑  Bilan du Siècle
31. ↑  FLQ, p. 295
32. ↑  Idem, p. 305
33. 1 2  Déclenchement d'une grève par les médecins spécialistes
34. ↑  FLQ, p. 316
35. ↑  Jacques Lacoursière. Alarme Citoyens!. Boréal Express. Montréal. 1972. p. 158
36. ↑  FLQ. p. 326
37. ↑  FLQ, p. 329
38. ↑  Jacques Lacoursière. Alarme Citoyens!. Éditions La Presse. Montréal. 1972. p. 239
39. ↑  FLQ, p. 351
40. ↑  Découverte du corps du ministre Pierre Laporte
41. ↑  Louis la Rochelle. En flagrant délit de pouvoir. Boréal Express. Montréal. 1982. 0. 154
42. ↑  Réélection de Jean Drapeau à la mairie de Montréal
43. 1 2  Chronologie parlementaire 1970
44. ↑  Les origines de l'assurance-maladie
45. ↑  Jacques Lacoursière. Alarmes Citoyens!. Éditions la Presse. Montréal. 1972. p. 403
46. ↑  En flagrant délit de pouvoir, p. 155
47. ↑  Bourassa dépose le projet de loi sur la protection du consommateur. Le Devoir. 11 novembre 1970. p. 3
48. ↑  Québec signe une entente avec les omnipraticiens. Le Devoir. 12 novembre 1970. p. 3
49. ↑  « Il y a 50 ans : l'inauguration de l’édifice Decelles », sur www.hec.ca, 17 novembre 2020 (consulté le 22 avril 2022)
50. ↑  Réorganisation aux Finances. Le bill 55, un premier pas vers l'implantation du système budgets-programmes. Le Devoir. 25 novembre 1970. p. 3, 2
51. ↑  FLQ, p. 367
52. ↑  Paul Sauriol. La suppression du privilège anachronique des dix-sept comtés protégés. Le Devoir. 17 décembre 1970. p. 4
53. ↑  FLQ, p. 370

### Articles généraux
- Chronologie de l'histoire du Québec (1960 à 1981)
- L'année 1970 dans le monde
- 1970 au Canada

### Articles sur l'année 1970 au Québec
- Coup de la Brink's
- Élection générale québécoise de 1970
- Gouvernement Robert Bourassa (1)
- Crise d'Octobre